# Rostfärgad bladspinnare
Rostfärgad bladspinnare (Gastropacha quercifolia) är en nattaktiv fjäril i familjen ädelspinnare. Vingspannet är 50–80 millimeter och honan är större än hanen.
Den förekommer i öppna, varma marker i södra och centrala Europa. Den har en begränsad utbredning upp till sydöstra Sverige.
Larven kan bli upp till 120 millimeter lång.